# Рабочий клуб «Красный балтиец»
Клуб «Красный балтиец» — здание в конструктивистском стиле и функционировавшее в нем учреждение в районе Коптево Северного административного округа города Москвы, расположенное на ул. Космонавта Волкова, д. 31. Здание является выявленным объектом культурного наследия. В настоящее время здание полностью перестроено и утратило свой первоначальный облик.

## История
Здание клуба построено в 1929 году профсоюзом железнодорожников в непосредственной близости от железнодорожной платформы «Красный балтиец» Рижского направления Московской железной дороги. Здание предназначалось для организации рабочего клуба — новой архитектурной формы, формировавшейся во второй половине 1920-х годов: вслед за формированием новой в функциональном отношении единицы. Задача, поставленная перед рабочими клубами, не сводилась исключительно к организации массовых собраний трудовых коллективов, а также к организации работы кружков, она состояла также и в ликвидации безграмотности и повышения уровня имеющегося у рабочих образования, проведении культурно-просветительской работы.
Клуб железнодорожников «Красный балтиец» открылся в 1931 году и работал не только для сотрудников железной дороги, но и для жителей близлежащих домов, в нем проводились партийные собрания. В здании функционировала библиотека, музыкальная школа и спортивный зал, были отдельные помещения для работы различных кружков, кинотеатр. Во дворе заливали каток, была разбита площадка для игры в городки.
Работа клуба по прямому назначению проводилась вплоть до 2007 года. В 2008 году здание было перестроено и утратило первоначальный облик и функцию, став административно-офисным зданием. В настоящее время в нем, в частности, находится ГКУ «Организатор перевозок». В 2019 году, по сообщениям средств массовой информации, суд постановил собственника вернуть зданию первоначальный вид, снеся надстройку.

## Архитектура
Клуб «Красный балтиец» построен в 1929 году по проекту неизвестного архитектора. Здание было возведено в стиле конструктивизм и имело три этажа (два этажа в центральном объеме). Клуб состоял из трех объемов, в одном из которых размещался спортивный зал, во втором — музыкальная школа и залы для кружков, в третьем — администрация. Архитектурными акцентами был полукруглый балкон и входной портал с белыми колоннами.
В 2008 году здание полностью перестроено, утратило свой облик.